# Ana Mercedes Aponte
Ana Mercedes Aponte Merchan es una política venezolana, diputada de la Asamblea Nacional por el estado Vargas.

## Carrera
Vera se ha desempeñado como secretaria del Sindicato de Trabajadores de la Educación de Vargas (Sitravargas). Fue electa como diputada suplente por la Asamblea Nacional por el estado Vargas para el periodo 2016-2021 en las elecciones parlamentarias de 2015.
El 16 de noviembre de 2020 funcionarios de seguridad allanaron su vivienda en el estado Vargas. Según la diputada Sandra Flores de Garzón, los efectivos reventaron las cerraduras de la vivienda y lanzaron la puerta al suelo, y Mercedes Aponte aseguró que los funcionarios no tenían una orden legal para el allanamiento, diciendo que eran órdenes de Nicolás Maduro.